# 光ファイバジャイロスコープ
光ファイバジャイロスコープ（英語: Fibre-optic gyroscope、FOG）は光の干渉を利用して機械的な回転を検出するジャイロスコープである。
センサはコイル状に巻かれた光ファイバである。
互いに反対方向から光ファイバ内に入射した光がサニャック効果により回転時に反対方向の光よりも光路長が長くなるため位相の重なりにより明暗ができることによって干渉縞を生じる。
1970年代初頭の通信用の低損失のシングルモード光ファイバの開発によりサニャック効果を利用した光学式ジャイロスコープが開発された。外部のレーザーダイオード光源から光束を分割して時計回りと反時計回りに環状に幾重にも巻かれた光ファイバ内に入射する。
端面で反射した光束がコイル内に戻るのを防止するために反射防止されている。数百メートルの長さのパスが用意されている。最初のFOGは1976年、アメリカのValiとShorthillによって実演された。受動的干渉計型のFOG又はIFOGの開発と受動的リング発振型のFOG若しくはRFOGの両形式の開発は多くの会社と世界中の研究者が携わった。
FOGは可動部が無く、機械式ジャイロスコープと比較して信頼性が高い。
FOGよりも高分解能が要求される用途においてはリングレーザージャイロスコープが用いられる。
難加工性の超低膨張素材に高精度な加工が必要なリングレーザージャイロに比べて製造コストが安い。本体に封入されたガスに外部からエネルギーを加える事による誘導放射でレーザー発振するレーザージャイロに比べて低消費電力の半導体レーザーを使用できるので消費電力が少なく、UAVのように搭載エネルギー源の限られる用途において有利である。
JAXAのM-Vロケットの慣性誘導装置に使用されていた。